# 素达蓬·西颂迪
素达蓬·西颂迪（1991年10月4日—），生于猜万县，泰国女子拳击运动员，2018年亚洲运动会女子60公斤级银牌得主、2020年夏季奥林匹克运动会女子60公斤级铜牌得主。